# Hieracium asperulum
Hieracium asperulum es una especie de planta con flor del género Hieracium, de la familia Asteraceae, orden Asterales.

## Distribución
Hieracium asperulum se distribuye por Polonia y República Checa.

## Taxonomía
Fue descrita científicamente por Freyn. Fue publicada en Flora 64: 217 (1881).